# Stichting Proeftuinen in Suriname
De Stichting Proeftuinen in Suriname (STIPRIS, STI-PRIS) is een Surinaamse overheidsinstantie die belast is met het beheer en onderzoek van de proeftuinen van het ministerie van Landbouw, Veeteelt en Visserij. In de proeftuinen wordt onder meer onderzoek gedaan naar plantenziekten en plagen die gewassen aantasten.

## Geschiedenis
STIPRIS werd op 15 januari 1970 door het ministerie opgericht met als doel de teelt van land- en tuinbouwgewassen te onderzoeken. Voor dit doel werd er samengewerkt met de Vereniging Surinaams Bedrijfsleven (VSB, toen nog in oprichting), de Stichting voor de Ontwikkeling van Machinale Landbouw (SML), de Stichting Experimentele Landbouw (SEL) en de Landbouw Maatschappij Victoria.
Bij de ondertekening van de oprichtingsakte was het bestuur en minister Ramsewak Shankar aanwezig. Het eerste bestuur werd gevormd door:
- Voorzitter: ir. V.K. Ehrencron, directeur van het Labouwproefstation;
- Ondervoorzitter: dr. ir. J. Ruinard, directeur van Centrum voor Landbouwkundig Onderzoek in Suriname;
- Lid: ir. S. Raadsma, Surinaams Landbouw Bedrijf i.o.;
- Lid: drs. R.A. Schermel, VSB;
- Lid: A.O. Klomp, SML;
- Lid: A.E. Roelofsen, SEL.

Medio jaren 2010 waren de proeftuinen in Suriname in aantal teruggelopen.